# Sorgo
Sorghum bicolor é uma espécie de planta com flor pertencente à família Poaceae. O seu nome comum é sorgo, e é também chamado milho-zaburro no Brasil, mapira (também grafado mapila) em Moçambique e massambala em Angola.
A autoridade científica da espécie é (L.) Moench, tendo sido publicada em Methodus Plantas Horti Botanici et Agri Marburgensis: a staminum situ describendi 207. 1794.

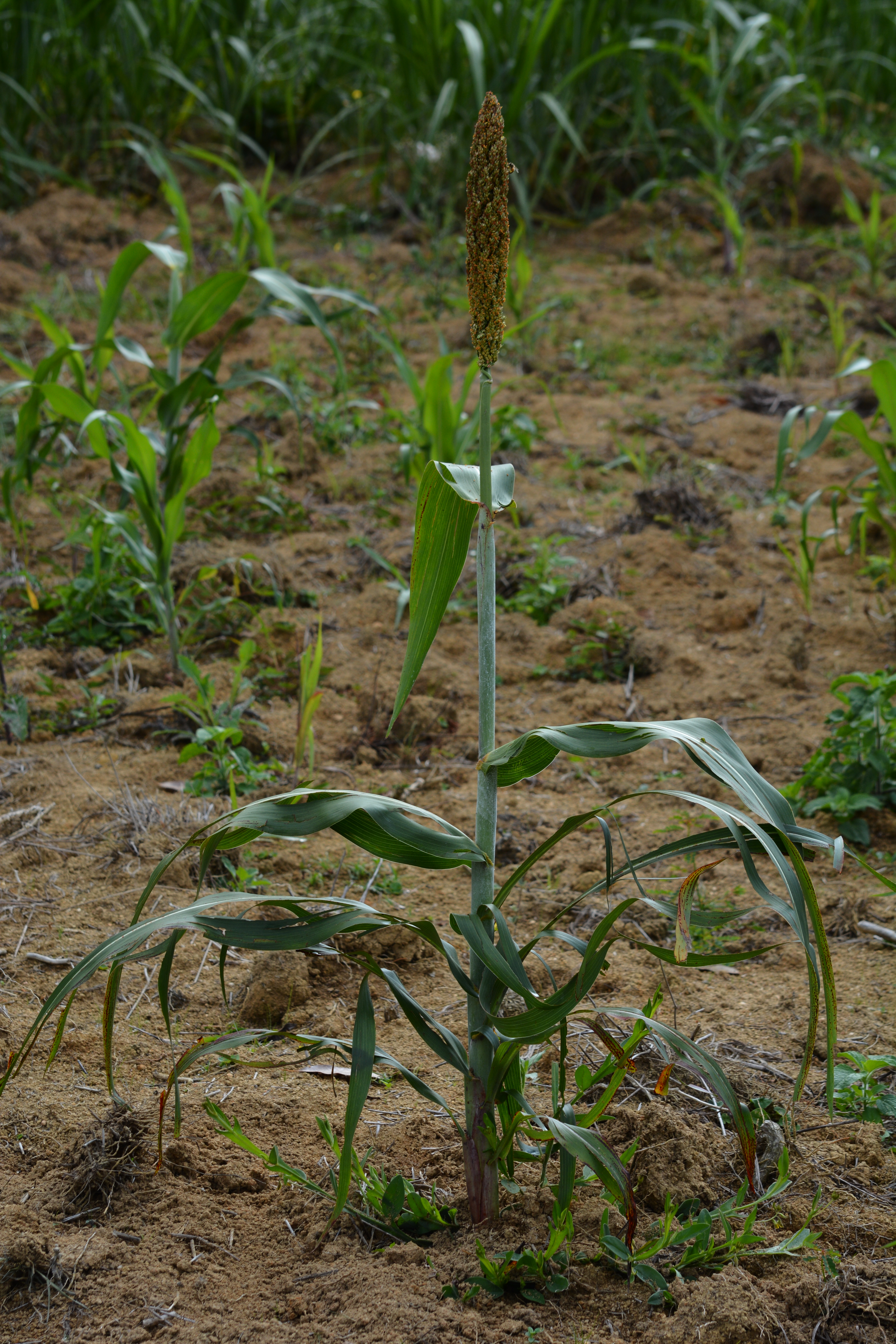
Pé de Sorgo AL Precioso

O sorgo é o quinto cereal mais produzido no mundo, antecedido pelo trigo, o arroz, o milho e a cevada. Em Moçambique, constitui um dos alimentos básicos da população.

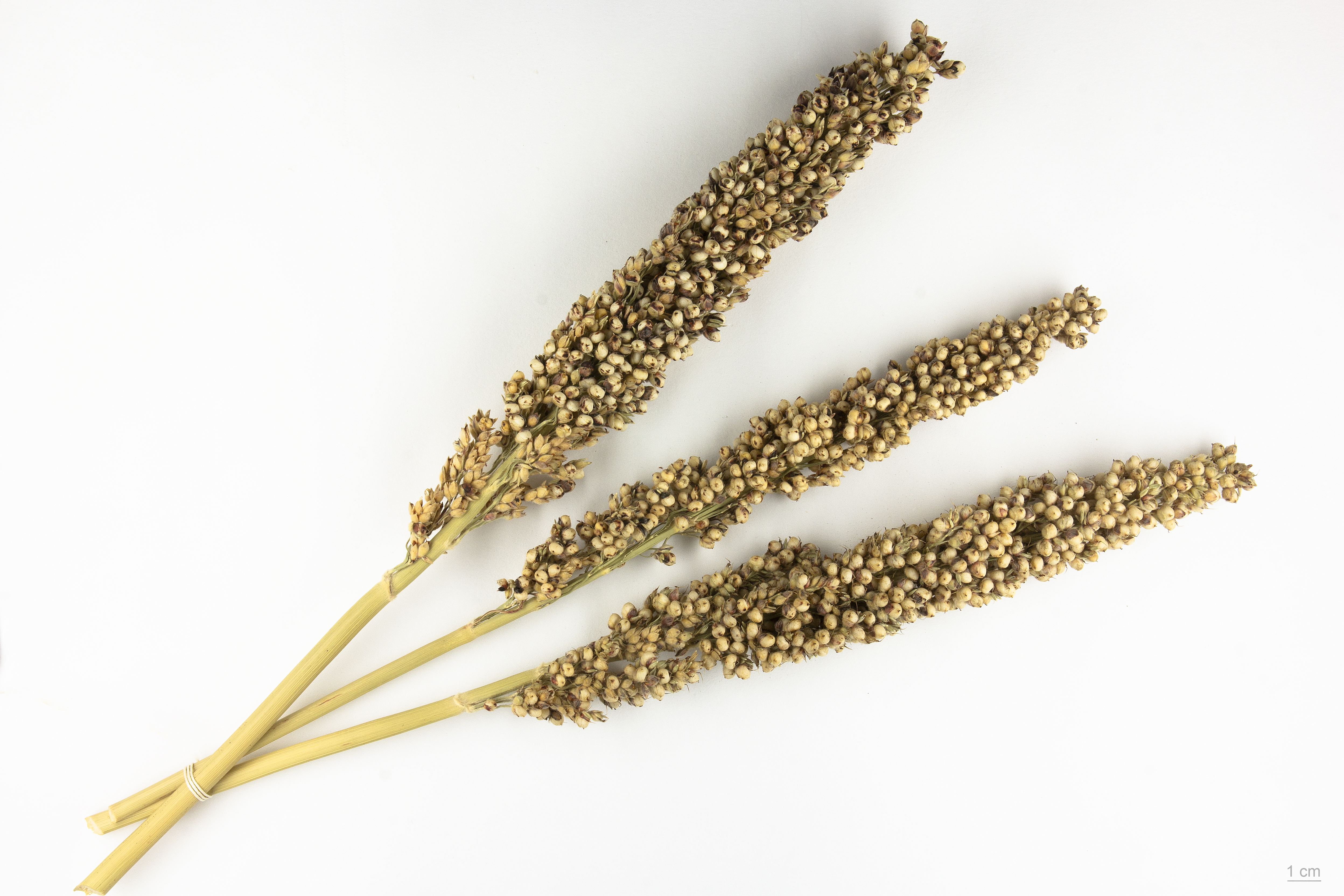
Sorghum bicolor Moderne (MHNT)

É alimento humano em muitos países da África Austral, da Ásia e da América Central e importante componente da alimentação animal nos Estados Unidos, na Austrália e na América do Sul. Os grãos do sorgo são úteis na produção de farinha para panificação, amido industrial, álcool e como forragem ou cobertura de solo.

## Variedades
Basicamente, existem quatro tipos de sorgo – granífero, sacarino, vassoura e forrageiro.
Sorgo granífero é um tipo de sorgo de porte baixo, altura de planta até 170cm, que produz na extremidade superior, uma panícula (cacho) compacta de grãos. Nesse tipo de sorgo o produto principal é o grão. Todavia, após a colheita, como o resto da planta ainda se encontra verde, pode ser usada também como feno ou pastejo.
Sorgo sacarino é um tipo de sorgo de porte alto, altura de planta superior a dois metros, caracterizado, principalmente, por apresentar colmo doce e suculento como o da cana-de-açúcar. A panícula (cacho) é aberta e produz poucos grãos (sementes). Pode ser utilizado como sorgo forrageiro, na forma de silagem e de corte. Todo sorgo sacarino pode ser forrageiro.
Sorgo vassoura é um tipo de sorgo que apresenta como característica principal a panícula (cacho) na forma de vassoura. Tem importância regionalizada, principalmente no Rio Grande do Sul, onde é usado na fabricação de vassouras. É conhecido em algumas regiões do Brasil por melga.
Sorgo forrageiro é um tipo de sorgo de porte alto, altura de planta superior a dois metros, muitas folhas, panículas (cachos) abertas, com poucas sementes, elevada produção de forragem e adaptado ao Agreste e Sertão de Pernambuco. Existe sorgo forrageiro que possui colmo doce. Nesse caso, pode ser chamado também de sorgo sacarino.

## Etimologia
"Sorgo" é derivado do latim syricu, através de uma forma vulgar suricu e do italiano sorgo
"Zaburro" vem do persa, através do árabe xaures.

## Origem
O sorgo é de origem africana, mas há evidências de uma segunda área de dispersão na Índia, um dos principais produtores deste cereal. Foi introduzido no Brasil em meados do século XX, tendo como principais regiões produtoras Goiás, Minas Gerais e alguns plantios experimentais em Paragominas no Pará.

## Produção mundial
| País                                     | Produção em 2018 (toneladas anuais) |
| ---------------------------------------- | ----------------------------------- |
| Estados Unidos                           | 9.271.070                           |
| Nigéria                                  | 6.862.343                           |
| Sudão                                    | 4.953.000                           |
| Etiópia                                  | 4.932.408                           |
| Índia                                    | 4.800.000                           |
| México                                   | 4.531.097                           |
| Brasil                                   | 2.272.939                           |
| China                                    | 2.192.032                           |
| Níger                                    | 2.100.190                           |
| Burquina Fasso                           | 1.929.834                           |
| Argentina                                | 1.563.445                           |
| Mali                                     | 1.469.688                           |
| Camarões                                 | 1.416.116                           |
| Austrália                                | 1.257.219                           |
| Bolívia                                  | 1.023.314                           |
| Total mundial                            | 58.400.000                          |
| Fonte: Food and Agriculture Organization |                                     |

## Produção no Brasil
A produção brasileira no ano de 2010 desse grão foi de 1 532 064 toneladas. Além disso, a região Centro-Oeste produz mais de 60% de toda a produção nacional.
| Região                                                      | Posição | Safra 2010 (t) | Participação em 2010 |
| Centro-Oeste                                                | 1       | 951.940        | 62,13%               |
| Sudeste                                                     | 2       | 383.477        | 25,03%               |
| Nordeste                                                    | 3       | 103.570        | 6,76%                |
| Sul                                                         | 4       | 49.321         | 3,22%                |
| Norte                                                       | 5       | 43.756         | 2,86%                |
| Brasil                                                      | n/a     | 1.532.064      | 100,00%              |
| Produção da cultura de sorgo nas regiões do Brasil, em 2010 |         |                |                      |

Os estados de Goiás e Minas Gerais respondem, respectivamente, por aproximadamente 40% e 20% da produção brasileira de sorgo. Somente esses dois estados, em 2010, produziram mais de 900 000 toneladas do grão (aproximadamente 60% da produção nesse ano).
| Posição                                                                               | Unidade da Federação | Produção (toneladas) | Participação |
| ------------------------------------------------------------------------------------- | -------------------- | -------------------- | ------------ |
| 1                                                                                     | Goiás                | 611 665              | 39,9%        |
| 2                                                                                     | Minas Gerais         | 304 448              | 19,9%        |
| 3                                                                                     | Mato Grosso do Sul   | 162 153              | 10,6%        |
| 4                                                                                     | Mato Grosso          | 146.058              | 9,5%         |
| 5                                                                                     | Bahia                | 92.207               | 6,0%         |
| 6                                                                                     | São Paulo            | 79 029               | 5,2%         |
| 7                                                                                     | Rio Grande do Sul    | 49 321               | 3,2%         |
| 8                                                                                     | Tocantins            | 43 756               | 2,9%         |
| 9                                                                                     | Distrito Federal     | 32.064               | 2,1%         |
| 10                                                                                    | Ceará                | 5 544                | < 1,0%       |
| 11                                                                                    | Pernambuco           | 3 214                | < 1,0%       |
| 12                                                                                    | Piauí                | 1 869                | < 1,0%       |
| 13                                                                                    | Rio Grande do Norte  | 718                  | < 1,0%       |
| 14                                                                                    | Maranhão             | 18                   | < 1,0%       |
|                                                                                       | Brasil               | 1 532 064            | 100%         |
| Distribuição por Unidade da Federação brasileira da produção de sorgo no ano de 2010. |                      |                      |              |

Na safra de 2010 o principal município produtor foi São Gabriel do Oeste, que respondeu sozinho por quase 5% da produção nacional. Além disso, os seis principais municípios produtores (São Gabriel do Oeste, Rio Verde, Santa Helena de Goiás, Unaí, Capinópolis e Jataí) responderam por aproximadamente um quarto (25%) da produção do Brasil.
| Município                                                                 | Posição | Safra 2010 (t) | Participação em 2010 |
| São Gabriel do Oeste - MS                                                 | 1       | 84.000         | 5,48%                |
| Rio Verde - GO                                                            | 2       | 72.000         | 4,70%                |
| Santa Helena de Goiás - GO                                                | 3       | 60.000         | 3,92%                |
| Unaí - MG                                                                 | 4       | 57.600         | 3,76%                |
| Capinópolis - MG                                                          | 5       | 50.250         | 3,28%                |
| Jataí - GO                                                                | 6       | 45.000         | 2,94%                |
| Bom Jesus de Goiás - GO                                                   | 7       | 37.800         | 2,47%                |
| Conceição das Alagoas - MG                                                | 8       | 37.050         | 2,42%                |
| Brasília - DF                                                             | 9       | 32.064         | 2,09%                |
| Diamantino - MT                                                           | 10      | 30.600         | 2,00%                |
| Chapadão do Sul - MS                                                      | 11      | 26.400         | 1,72%                |
| Cristalina - GO                                                           | 12      | 25.200         | 1,64%                |
| Luziânia - GO                                                             | 13      | 25.200         | 1,64%                |
| Montividiu - GO                                                           | 14      | 24.000         | 1,57%                |
| Campos Lindos - TO                                                        | 15      | 21.600         | 1,41%                |
| Buritis - MG                                                              | 16      | 21.600         | 1,41%                |
| Bandeirantes - MS                                                         | 17      | 21.600         | 1,41%                |
| Perolândia - GO                                                           | 18      | 21.000         | 1,37%                |
| Miguelópolis - SP                                                         | 19      | 20.000         | 1,31%                |
| Goiatuba - GO                                                             | 20      | 18.590         | 1,21%                |
| Chapadão do Céu - GO                                                      | 21      | 17.640         | 1,15%                |
| Portelândia - GO                                                          | 22      | 17.600         | 1,15%                |
| Mineiros - GO                                                             | 23      | 15.400         | 1,01%                |
| Ipameri - GO                                                              | 24      | 15.125         | 0,99%                |
| Silvânia - GO                                                             | 25      | 15.000         | 0,98%                |
| Serranópolis - GO                                                         | 26      | 14.400         | 0,94%                |
| Itumbiara - GO                                                            | 27      | 14.000         | 0,91%                |
| Rondonópolis - MT                                                         | 28      | 13.500         | 0,88%                |
| Bonfinópolis de Minas - MG                                                | 29      | 12.600         | 0,82%                |
| Cariri do Tocantins - TO                                                  | 30      | 12.090         | 0,79%                |
| Brasil                                                                    | n/a     | 1.532.064      | 100,00%              |
| Produção da cultura de sorgo nos 30 maiores produtores do Brasil, em 2010 |         |                |                      |

## Cultivo em Portugal
Trata-se de uma espécie presente no território português, nomeadamente em Portugal Continental.
Em termos de naturalidade é introduzida na região atrás indicada.

## Proteção
Não se encontra protegida por legislação portuguesa ou da Comunidade Europeia, nomeadamente pelo Anexo  da Diretiva Habitats e pelo Anexo da Convenção sobre a Vida Selvagem e os Habitats Naturais na Europa.